# Heiligkreuzkirche (Hasle LU)

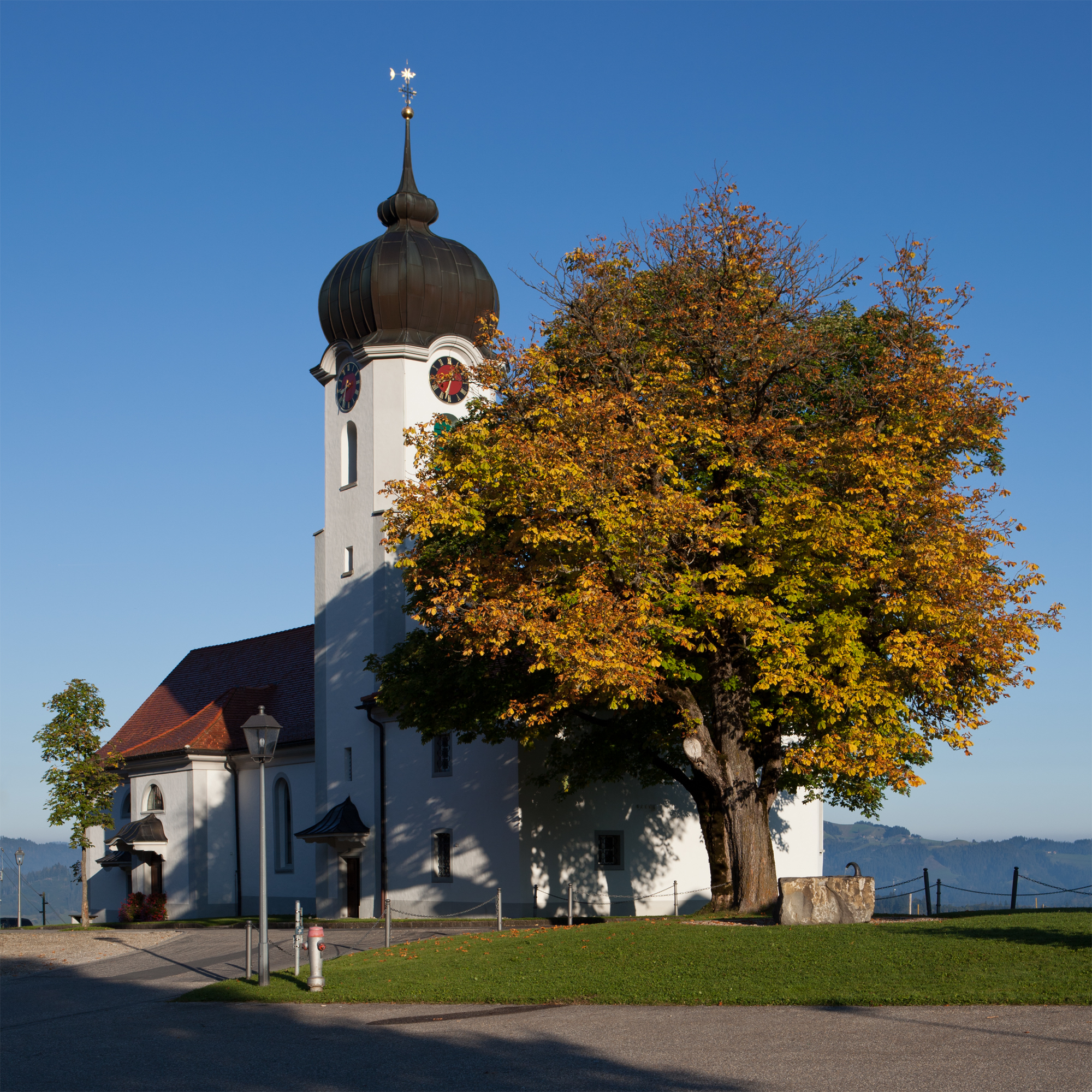
Heiligkreuzkirche in Hasle

In der Wallfahrtskirche Heiligkreuz ob Hasle im Kanton Luzern wird das Geheimnis des Heiligen Kreuzes (Kreuzpartikel) verehrt. Die Entstehungsgeschichte der Wallfahrtskirche Heiligkreuz reicht bis ins Spätmittelalter zurück.

## Geschichte
Die Legende besagt: Die heilige Helena, Mutter von Kaiser Konstantin, fand im Jahre 320 das Kreuz Christi auf Golgotha. Sie schenkte ein Stück des Holzes einem Soldaten, der es auf wundersame Weise nach Arras (Nordfrankreich) brachte.
Um die Echtheit der Reliquie zu prüfen, wurde das Holzstückchen einem in der Gegend wütenden, wilden Ochsen zwischen die Hörner gebunden – es sollte ihn zähmen. Der Ochse wurde zahm und trottete, begleitet von einem Boten, durchs Elsass bis zum Tor des Entlebuchs. In Wolhusen ruhte er sich aus. Er zog weiter bis Witenbach ob Hasle. Dort wurde mit einem «glänzenden himmlischen Licht und durch engelsgleiche Musik» den Hirten das Holzstück (Kreuzpartikel) offenbart. Daraufhin baute man ein Bethäuschen und verehrte die Kreuzpartikel innigst.
1344 baute Johann von Aarwangen, ein Zisterzienserbruder aus dem Kloster St. Urban, gemeinsam mit Mitbrüdern in Witenbach, wie Heiligkreuz damals noch hiess, eine Kapelle und ein Eremitenhaus zum Zweck der Verehrung des Kreuzes Christi. 1469 zogen die letzten Eremiten weg. Gemäss Urkunde vom 15. Oktober 1344 sicherte Herzog Friedrich von Österreich den Eremiten die Hofstatt Witenbach brieflich zu und stellte sie unter den besonderen Schutz des Vogts von Wolhusen. 1386 ging die Schirmherrschaft an die Stadt Luzern. Im Januar 1479 erteilte Papst Sixtus IV. den Bewohnern des Entlebuchs das Privilegium, das Kreuz, die Dornenkrone und Nägel in ihr Landesbanner mit der Buche aufzunehmen. 1480 erschien erstmals der Name Heiligkreuz, 1588 wurde die heutige Kirche erbaut.

## Architektur und Ausstattung

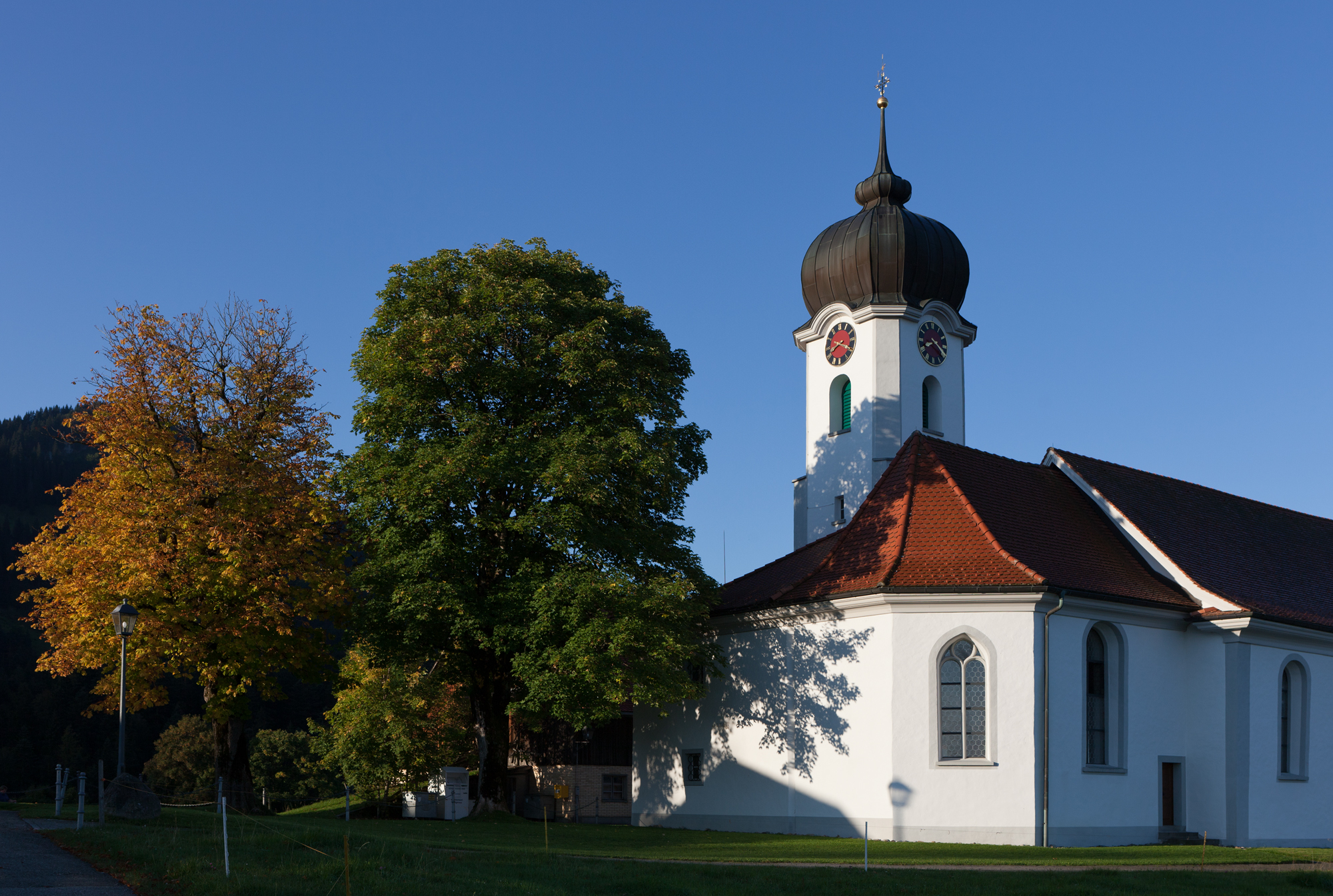
Heiligkreuzkirche

Das Gotteshaus beherbergte einen Hoch- und zwei Seitenaltäre. Ein vierter Altar stand im Freien. Vermutlich war ein Wohnhaus mit der Kapelle verbunden. 1753/1754 erhielt die Wallfahrtskirche ihre heutige Ausgestaltung. Baumeister Jakob Singer baute die ursprünglich spätgotische Kapelle um und fügte der Anlage ein Beichthaus und einen Turm an. Der Innenraum und die Ausstattung wurde im Stile des Rokokos vollständig umgestaltet. Das Gewölbe wurde neu eingezogen.
Die Wallfahrtskirche Heiligkreuz enthält sakrale Kunst, die bis in die Stilstufe des Rokokos zurückgeht. Der Hochaltar ist geprägt durch die leuchtende Farbigkeit. Vom Chorgitter wurde die älteste Partie bereits 1593 als Abschrankung verwendet. Das Herzstück ist die Monstranz aus dem 16. Jahrhundert. Es enthält die Kreuzpartikel. Von kunsthistorischem Interesse sind die Fresken an den Wänden. Sie wurden bei der Restaurierung 1976/1977 freigelegt.

## Pilgerort
Bereits Tausende sind den Stationenweg von Hasle nach Heiligkreuz gegangen. Die ersten Aufzeichnungen stammen aus dem Jahr 1748. Die heutigen Bilder wurden 1893 von einem unbekannten Fräulein Fischer aus Zug gemalt. Meister Georg Troxler frischte 1931 die verblichenen Bilder auf und gab ihnen seine Prägung. Die letzte Restaurierung erfolgte 2005 im Atelier von Hanspeter Stalder.
Die Stationen begleiten einen von Hasle (Sandboden) hinauf zur Wallfahrtskirche, in der das Geheimnis des heiligen Kreuzes verehrt wird. 14 Kreuzwegstationen führen auf dem alten steilen Saumweg von der Pfarrkirche Schüpfheim zur Wallfahrtskirche. Seit 1982 sind die Stationskapellen mit neuen Bronzereliefs ausgestattet.

## Bildergalerie

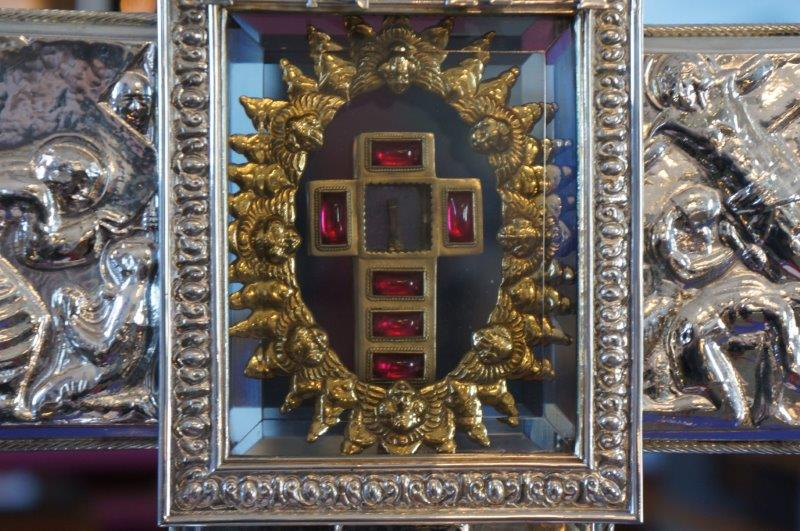
Kreuzpartikel
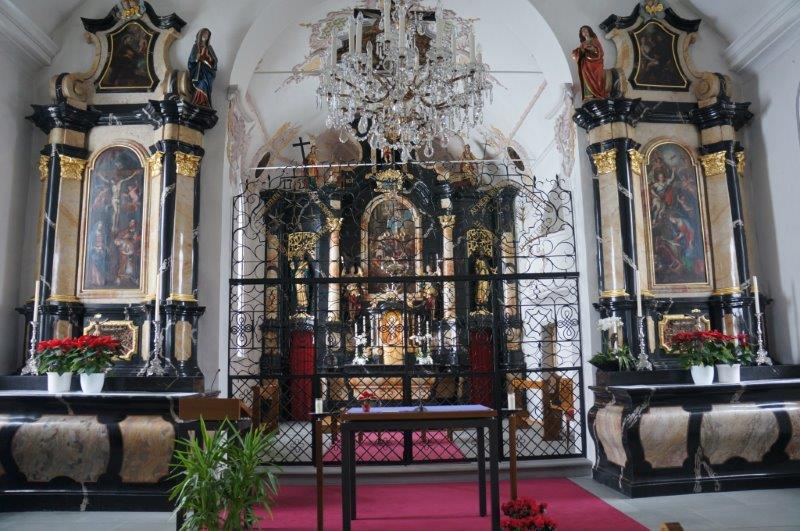
Chorgitter mit Hochaltar und Seitenaltar